# 2-Chlor-1,1,1-trifluorethan
2-Chlor-1,1,1-trifluorethan ist eine chemische Verbindung aus der Gruppe der aliphatischen, gesättigten Halogenkohlenwasserstoffe.

## Gewinnung und Darstellung
2-Chlor-1,1,1-trifluorethan kann durch Hydrofluorierung von Trichlorethylen gewonnen werden.

## Eigenschaften
2-Chlor-1,1,1-trifluorethan ist ein farbloses Gas mit stechendem Geruch, das praktisch unlöslich in Wasser ist. Die Verbindung besitzt ein Ozonabbaupotenzial von 0,060.

## Verwendung
2-Chlor-1,1,1-trifluorethan kann als Schäumungsmittel für Kunststoffe verwendet werden. Es ist auch ein Zwischenprodukt bei der Herstellung von Halothan.